# Bergisch Born

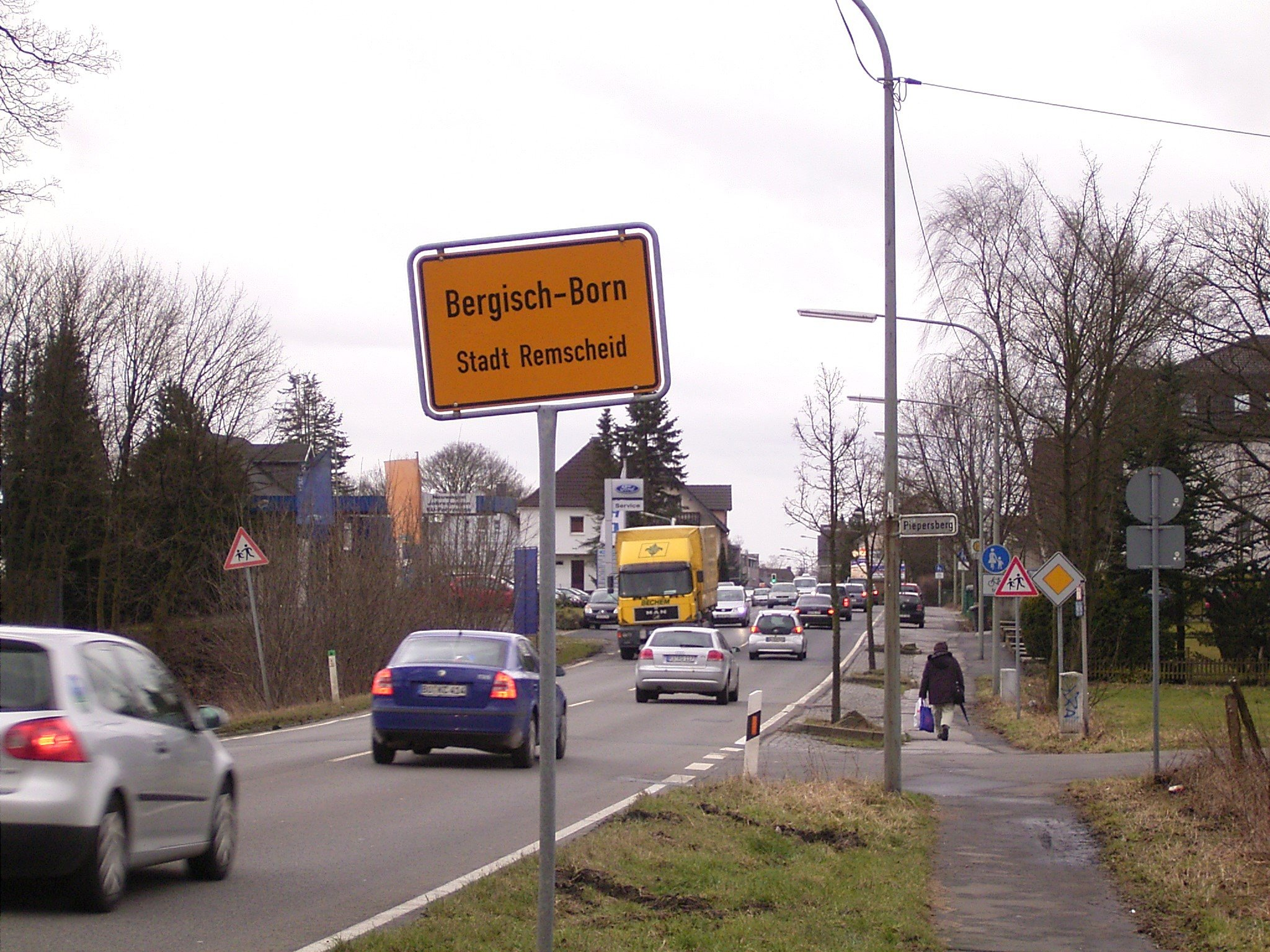
Ortseinfahrt von Lennep kommend auf der Bundesstraße 51

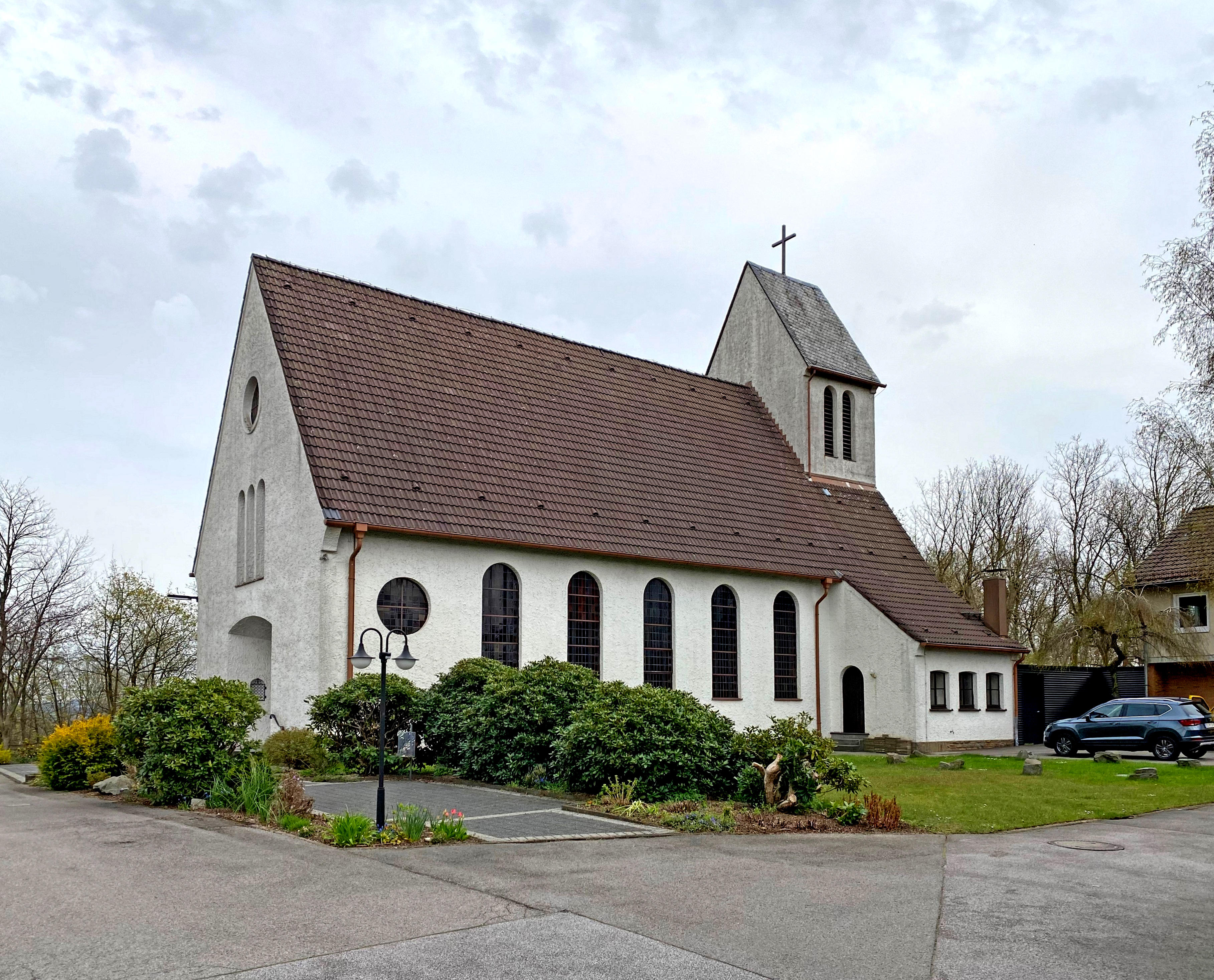
Evangelische Kirche Bergisch Born

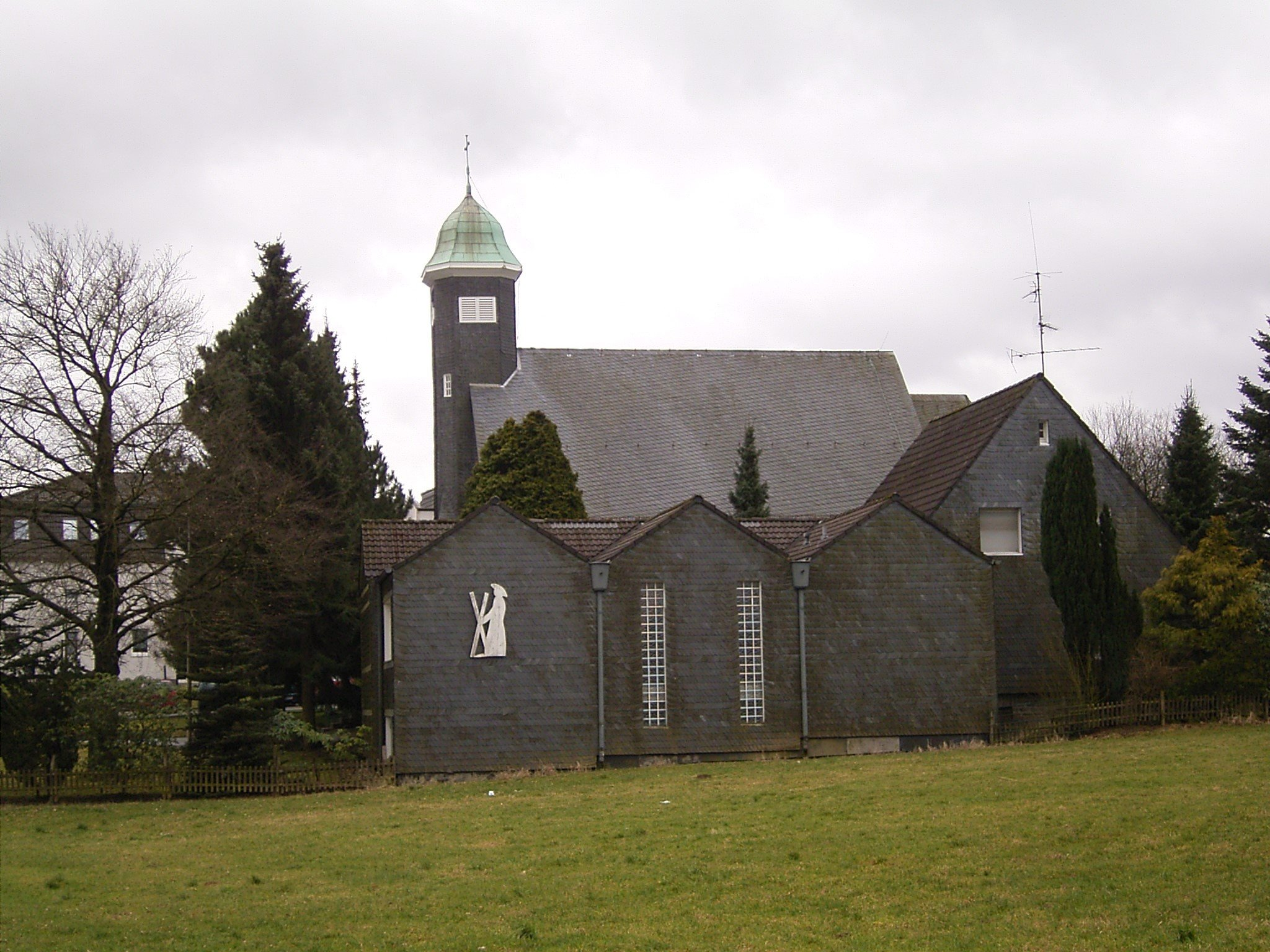
Katholische St.-Andreas-Kirche (Bergisch Born)

Bergisch Born, bis in das 20. Jahrhundert nur Born, ist eine bergische Ortschaft und als Bestandteil des Stadtbezirkes Lennep ein Ortsteil von Remscheid (kreisfrei) im nordrhein-westfälischen Regierungsbezirk Düsseldorf in Deutschland.

## Geographie
Bergisch Born liegt im Oberbergischen Land an der Grenze zum Niederbergischem Land an den Bundesstraßen 51 und 237. Das im Bergischen Land liegende Teilstück der B 51 gehörte ursprünglich zu einer Handelsroute zwischen Köln und Berlin. Im Westen des Ortes liegt das Quellgebiet des Eschbachs, der bei Solingen-Burg in die Wupper mündet.
Zum Ort gehören die Hofschaften und Wohnplätze Bergisch Born, Bornbach, Bornefeld, Buchholzen, Dörpe (Remscheider Teil), Jägerhaus, Kaltenborn, Karlsruhe, Langenbusch, Neutefental, Niederlangenbach, Oberlangenbach, Oberstraße, Piepersberg, Siepen, Sonnenschein, Stöcken und Tefental.
|                | Lennep (zu Remscheid)                          | Heide (zu Radevormwald) |
| Wermelskirchen |                                                | Hückeswagen             |
|                | Dreibäumen (zu Wermelskirchen und Hückeswagen) |                         |

## Geschichte
Die Geschichte Bergisch Borns beginnt mit der Einrichtung des Amtes Bornefeld, dessen erste urkundliche Erwähnung auf den 17. März 1270 datiert werden kann. Dort wird ein „iudicio sive officio de Burlevelt“ erstmals genannt. Erst nach 1511 setzte sich Bornefeld als einzige Bezeichnung durch. Bedeutung erlangte das Amt als Gerichtsort der Grafschaft Berg unter Gerhard I. zwischen 1350 und 1360. Das Amt Bornefeld bildete damit eine Verwaltungseinheit des Bergischen Staatswesens, das Remscheid, Wermelskirchen, Dabringhausen, Dhünn und Lüttringhausen (bis 1407) umfasste. Gleichwohl der Bornefelder Rat Bertram von Plettenberg im Jahr 1555 auch die Amtsmannstelle in Hückeswagen erhielt und beide Ämter seitdem in Personalunion verwaltet wurden, blieb das Amt bis zur territorialen Neugliederung unter Joachim Murat im Jahre 1807 bestehen.
Nach sagenhaften Erzählungen soll hier Napoleon oder sein General, späterer Marschall Ney, 1796 gewohnt haben. Nachweislich hat ein Détachement (250 Mann) französischer Soldaten am Born kampiert. Weitere Einheiten haben in Wermelskirchen-Osminghausen, in Nüxhausen (heute Burscheid-Hilgen) und Hückeswagen kampiert. General Ney wohnte auf Schloss Hückeswagen. Die Fourage-Lieferungen an Wein und Lebensmittel an seine Generalstafel und an seine Einheiten in den Camps haben noch jahrelang die Gerichte beschäftigt, daher sind die Zusammenhänge bekannt.
Mit der Herrichtung der Höhenstraße zwischen Wermelskirchen und Lennep (heutige B 51) und der Anlage der Landstraße über Hückeswagen nach Siegen (heutige B 237) in den Jahren 1773–78 entwickelte sich der nahegelegene Hof „Born“ zum Siedlungsschwerpunkt und die bauliche Tätigkeit konzentrierte sich entlang der Straßen.
Die Einrichtungen der Bahnlinien von Wuppertal nach Opladen 1876–81 und von Lennep nach Wipperfürth-Hämmern und weiter nach Dieringhausen 1876 mit ihrer Verzweigung in Bergisch-Born band den Ort in das Netz der Bergisch-Märkischen Eisenbahn-Gesellschaft ein. Eine Omnibus-Linie nach Köln ergänzte die Verbindungen.
Im 18. Jahrhundert gehörte der Siedlungskern Bergisch Borns unter dem Namen Born zum bergischen Amt Bornefeld-Hückeswagen. 1815/16 lebten 67 Einwohner im Ort. 1832 gehörte Born der Lüdorfer Honschaft an, die ein Teil der Hückeswagener Außenbürgerschaft innerhalb der Bürgermeisterei Hückeswagen war. Der laut der Statistik und Topographie des Regierungsbezirks Düsseldorf als Weiler kategorisierte Ort besaß zu dieser Zeit acht Wohnhäuser und 13 landwirtschaftliche Gebäude. Zu dieser Zeit lebten 78 Einwohner im Ort, davon sechs katholischen und 72 evangelischen Glaubens.
Im Gemeindelexikon für die Provinz Rheinland werden für 1885 zwölf Wohnhäuser mit 109 Einwohnern angegeben. Der Ort gehörte zu dieser Zeit zur Landgemeinde Neuhückeswagen innerhalb des Kreises Lennep. 1895 besitzt der Ort 13 Wohnhäuser mit 148 Einwohnern, 1905 22 Wohnhäuser und 239 Einwohner.
1943 wurde in der Nähe der alten „Abdeckerei“ ein nach Augenzeugenberichten streng bewachtes Bauprojekt begonnen, zu dem vom Borner Bahnhof ein Gleis hin führte. Nach einer vertraulichen Behördenmitteilung war hier im Dritten Reich eine Sonderkrankenhausanlage der „Aktion Brandt“ mit 500 Betten geplant, die Beobachter mit Euthanasie in Verbindung brachten. Der ominöse Bau mit sieben Rauchfängen ließ viele Vermutungen zu, bis ein großer Teil des Rohbaus dieses „Ausweichkrankernhauses“ 1945 durch Bomben zerstört wurde. Später entstand hier ein Altenheim, das man jedoch 1980 abgerissen hat.
Im Zuge der nordrhein-westfälischen Kommunalgebietsreform wurde am 1. Januar 1975 der östliche Bereich um Bergisch Born aus der Stadt Hückeswagen herausgelöst und in die Stadt Remscheid eingegliedert. Der Norden des heutigen Ortsteils gehörte zuvor zur Stadt Lennep (später Remscheid), der Süden zu Wermelskirchen.
Heute teilt sich der Ort in die statistische Stadtteile Bergisch Born West und Bergisch Born Ost auf.

## Bergisch Borner Landwehr
Diese sog. Landwehr mit Damm und Graben verlief entlang der alten West-Nord-Grenzen von Hückeswagen. Diese verläuft heute noch z. B. von Schückhausen über die Knochenmühle bei Dhünn, über Dreibäumen und den Rattenberg bis an die heutige B 51. Auch der weitere Verlauf dieser alten Grenze von Hückeswagen verlief weiter entlang der B 51. Der letzte Teil, etwa ab der Straße nach Engelsburg-Radevormwald, konnte jetzt kartografisch nachgewiesen werden.

## Haus Bergisch Born 147/149

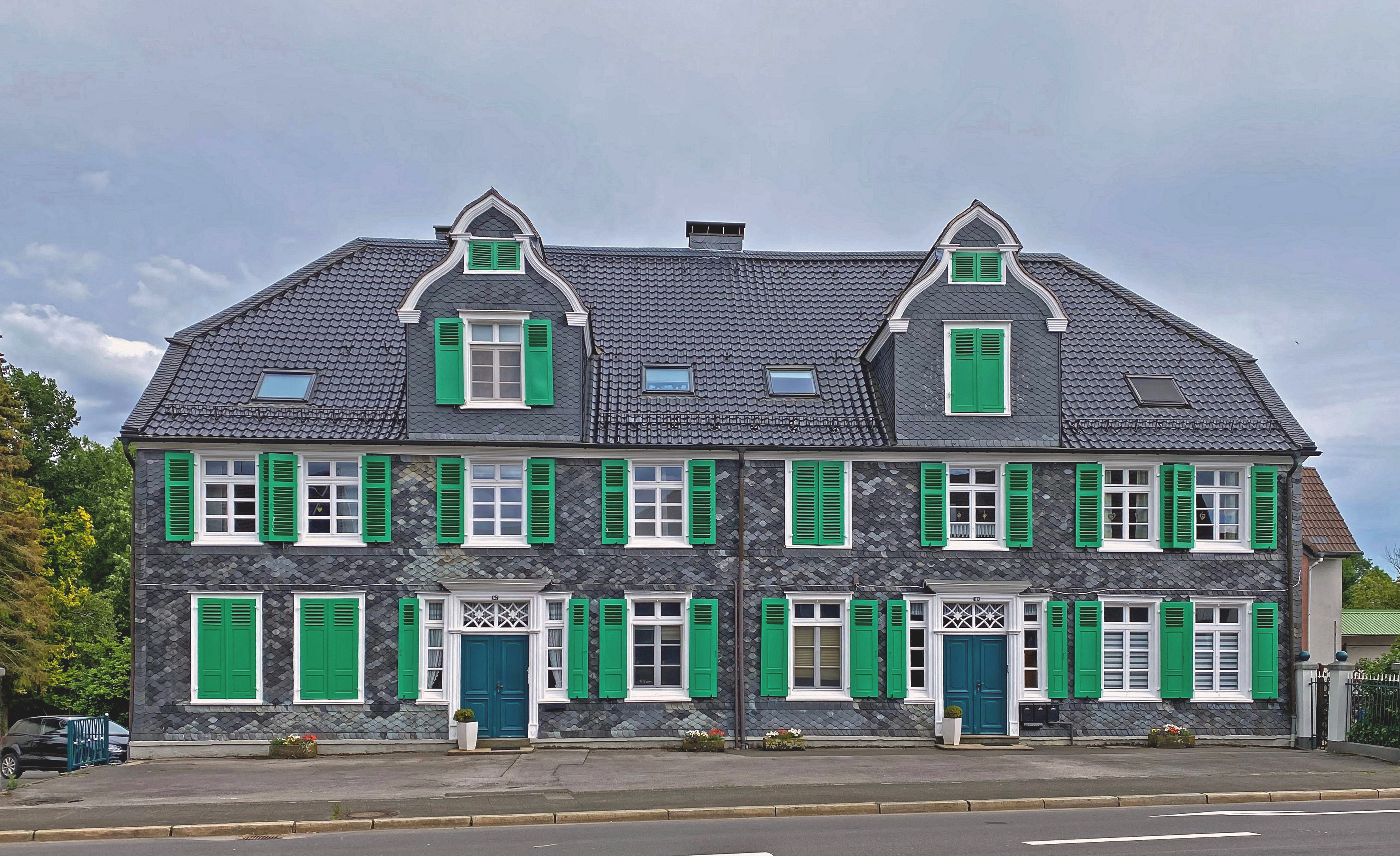
Altes bergisches Haus an der B 51 Nr. 147/149

Eine Abbildung zeigt dieses imposante Haus zu dem eine reiche Geschichte gehört. Im Jahre 1692 wird ein Johanns Sohn genannt, nach dessen Tod am 22. April 1724 Arnold Arntz die Kurmut zahlt. Im Jahre 1764 protestiert ein Arnold Arntz am Bornefelder Gericht gegen eine Kurfürstliche Verordnung. 1768 Henrich Arntz leiht auf sein Erbgut am Born 400 Taler. Im Jahre 1770 führt Henrich Arntz zum Born einen Prozess am Bornefelder Gericht.
Viele weitere Prozesse bis hin zum Oberappellationsgericht in Düsseldorf wurden von der sehr vermögend gewordenen Familie Arntz geführt. Das Vermögen erwarb sie durch Eisenhämmer in Remscheid, Wipperfürth-Hämmern, Reinshagen-Bever und eine Siamosen-Manufaktur in Hückeswagen. Sie beteiligte sich u. a. mit hohen Summen an der Finanzierung eines Großbritannischen Husaren- und Infanterie-Regiments. Zuletzt aber verarmte die Familie, verschuldete sich bei dem Pulverfabrikanten Cramer in Krummenohl und verkaufte das Gut 1808 an den Weinhändler Rhodius in Lennep und Köln. 1897 gelangte das Gut an die Familie der heutigen Eigentümer.
Weitere sehenswerte Gebäude in Bergisch Born

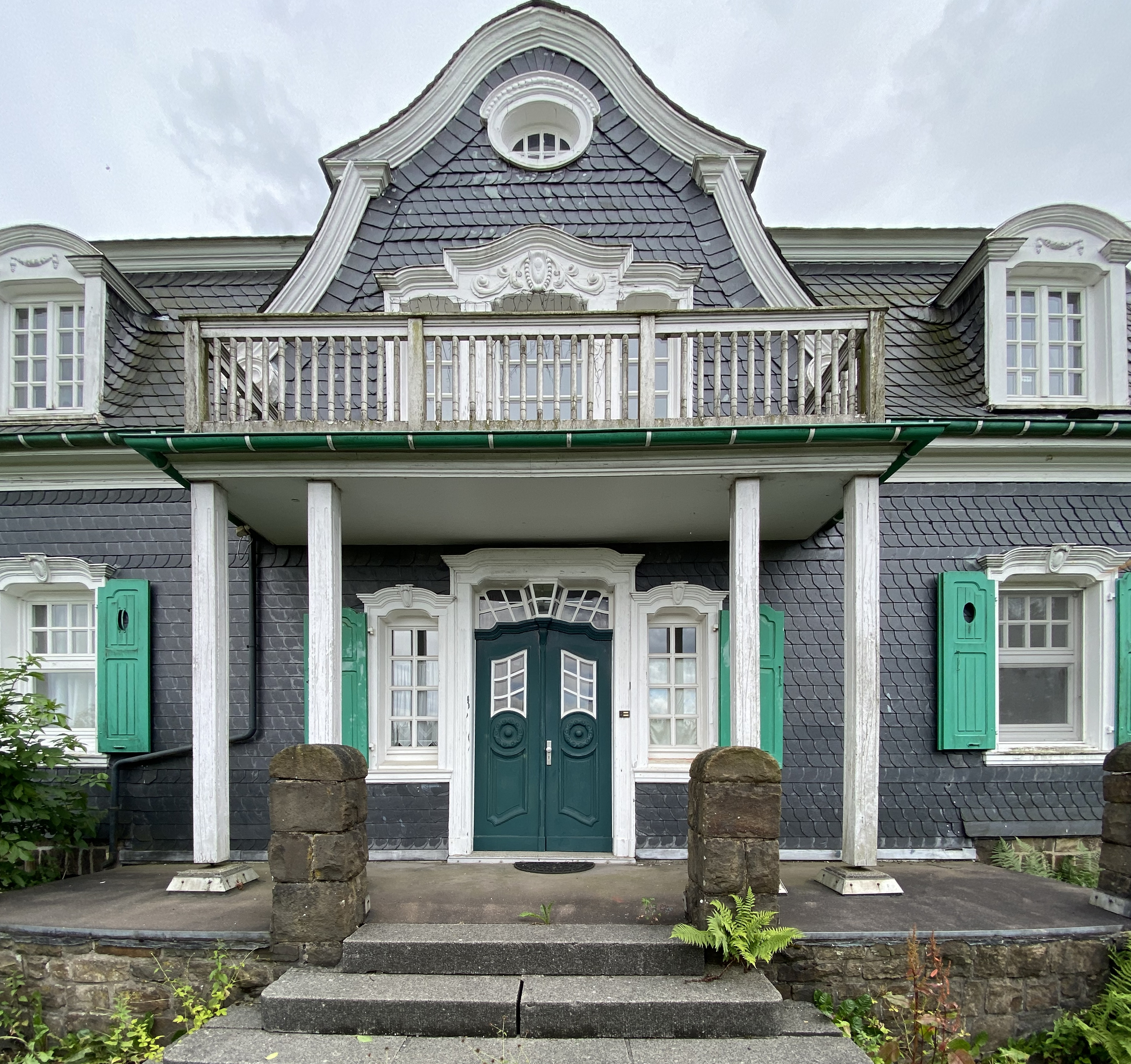
Baudenkmal Bergisch Born 64
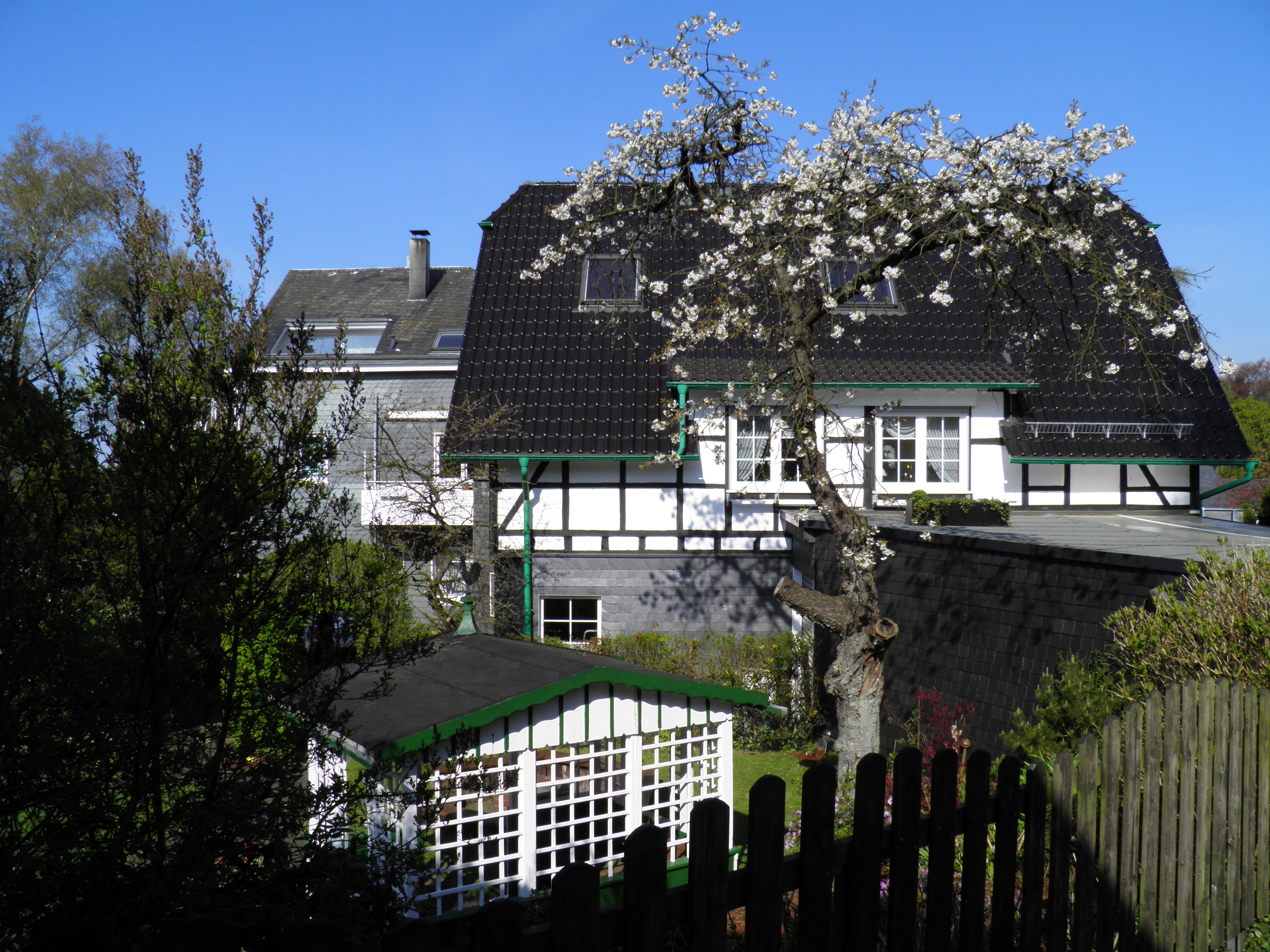
Alte Gebäude in Bergisch Born
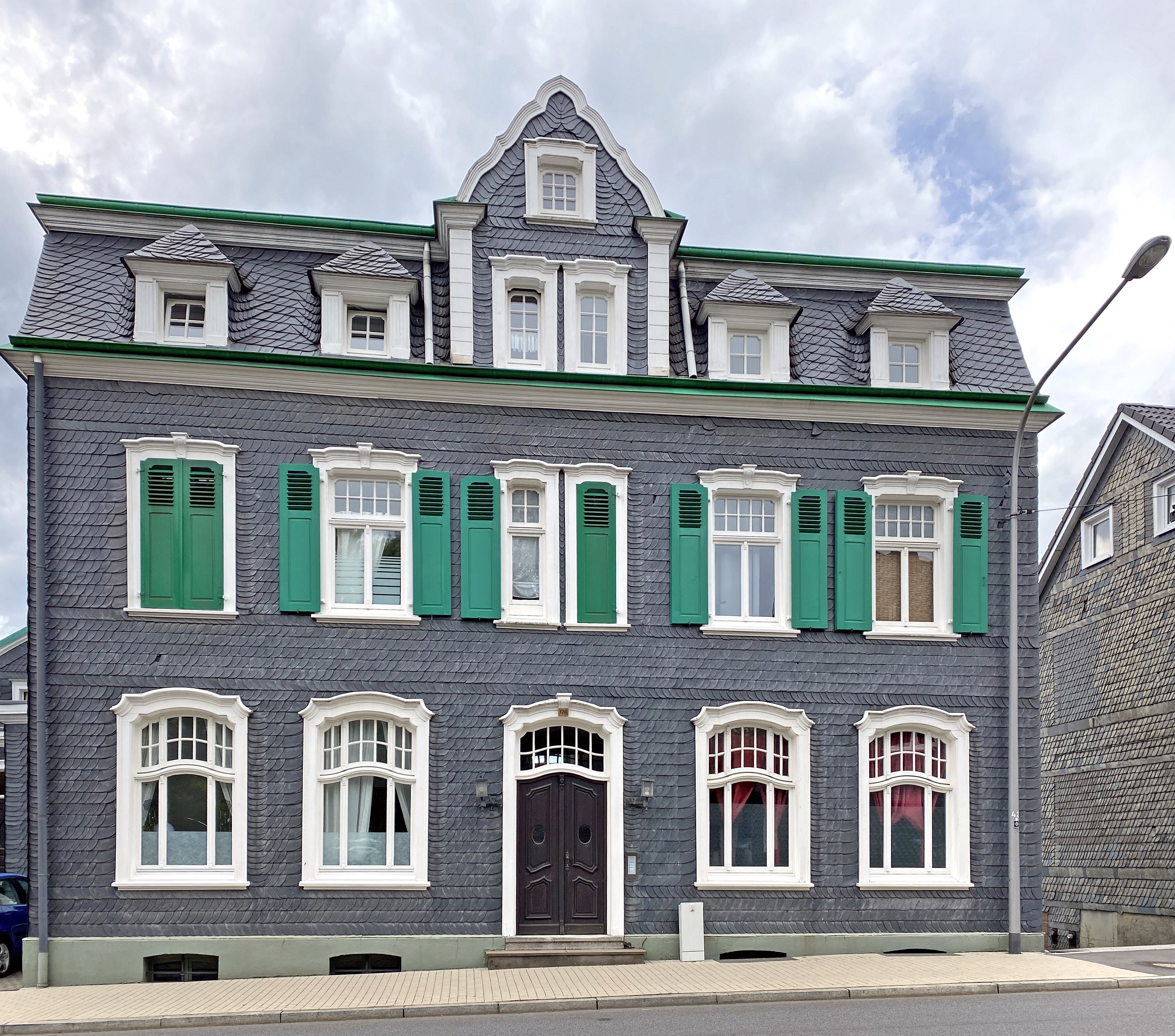
Baudenkmal Bergisch Born 128
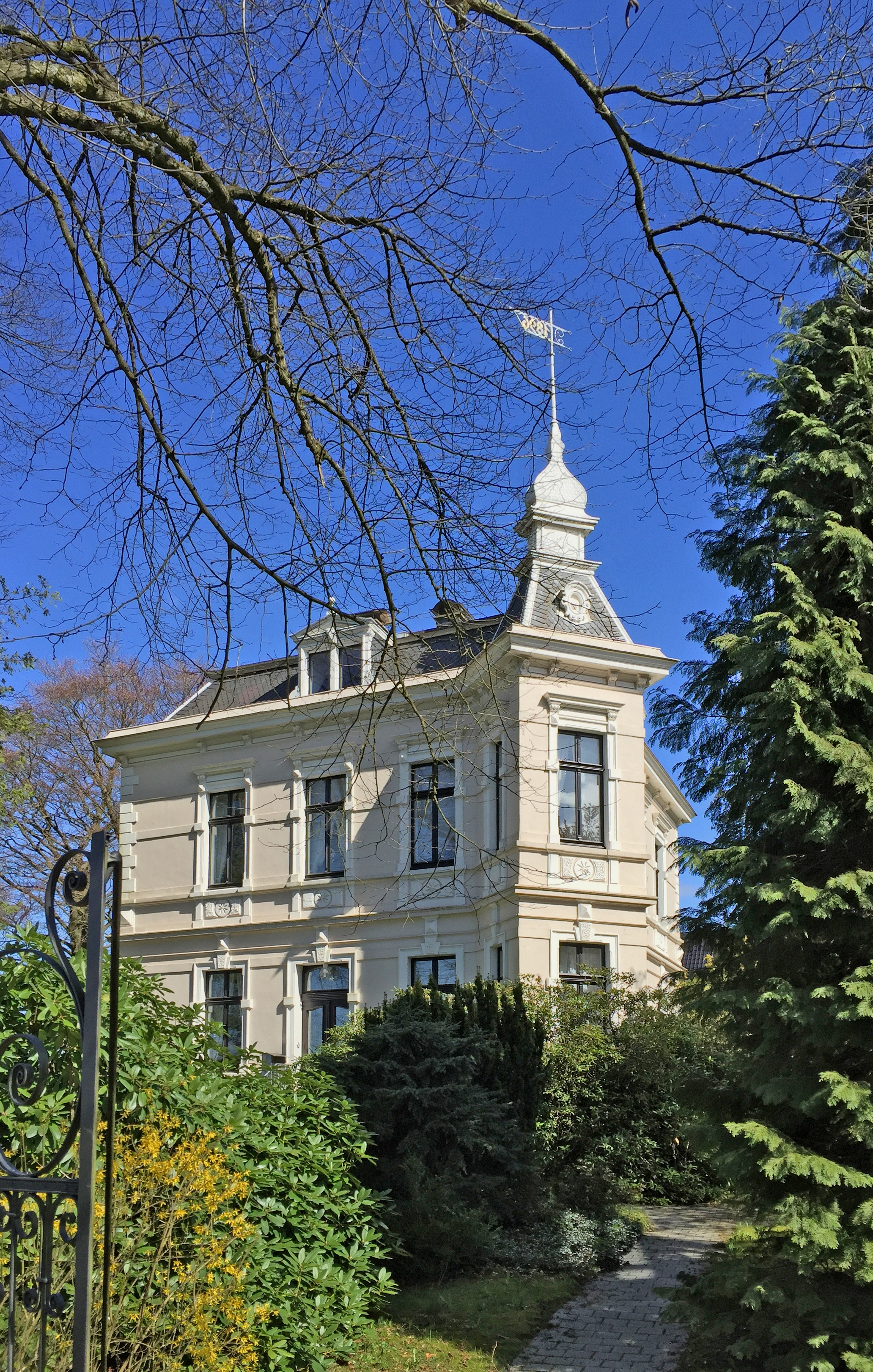
Baudenkmal Bergisch Born 176
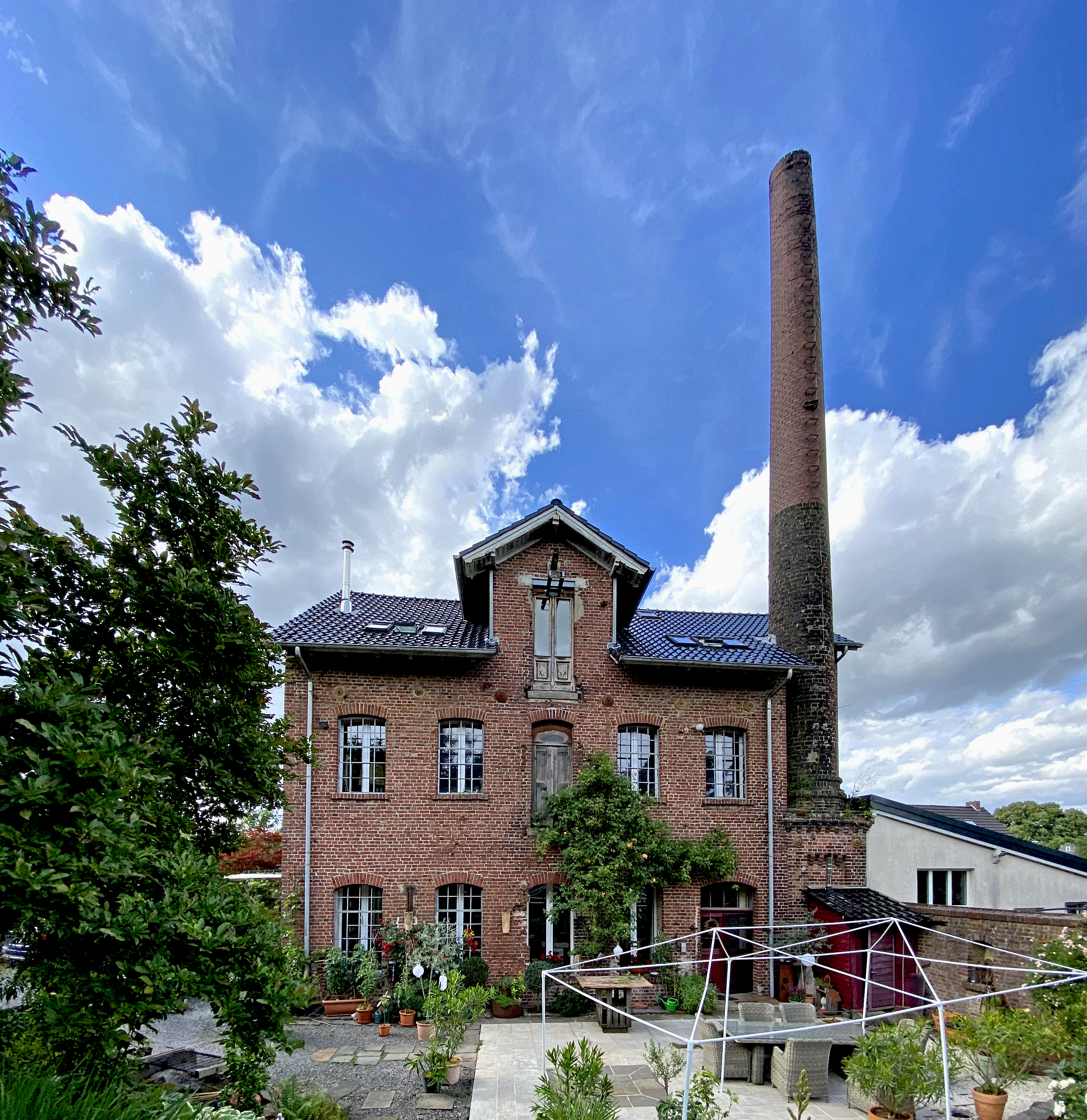
ehem. Kornbrennerei Bergisch Born 177

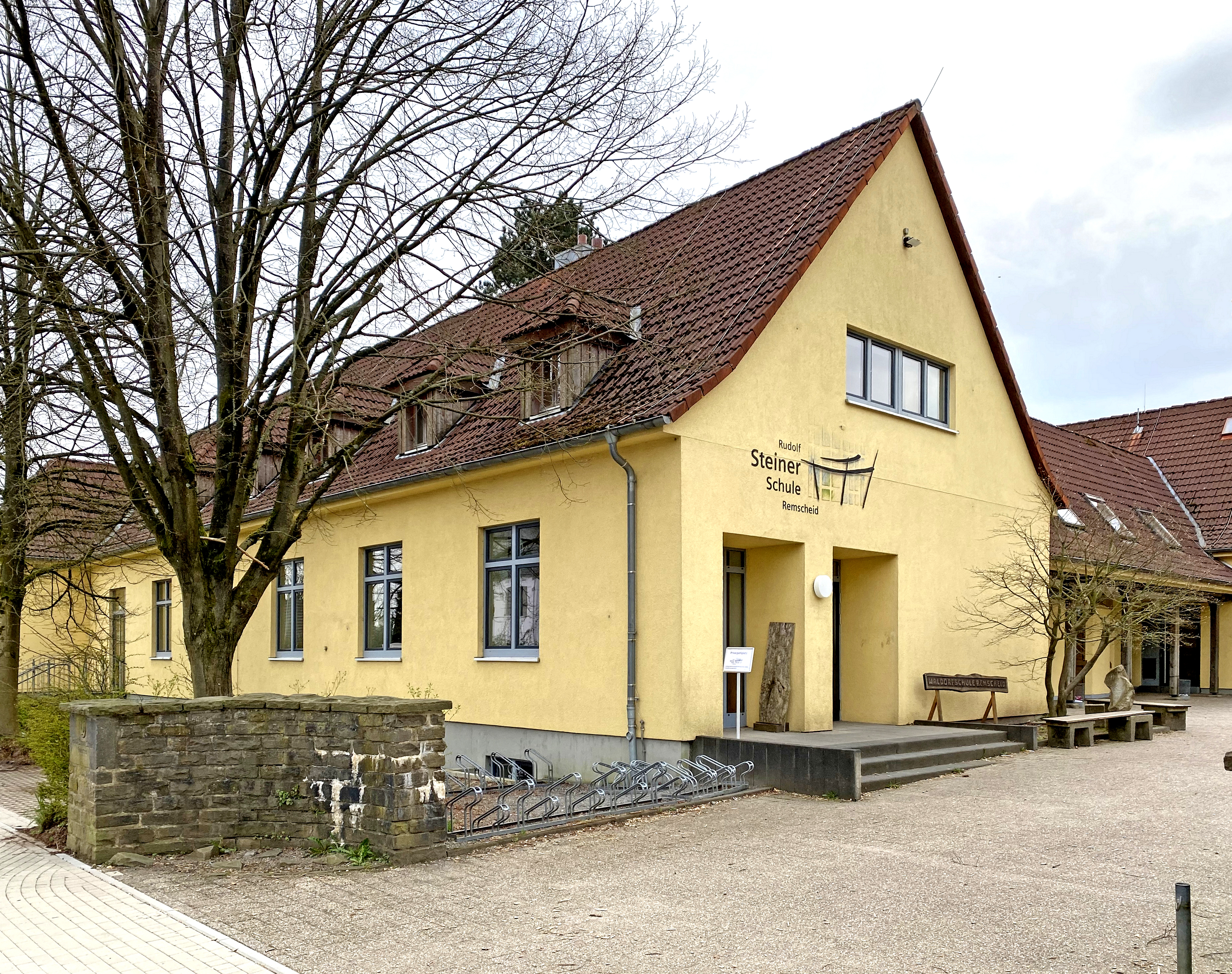
Rudolf-Steiner-Schule – Schwarzer Weg 9

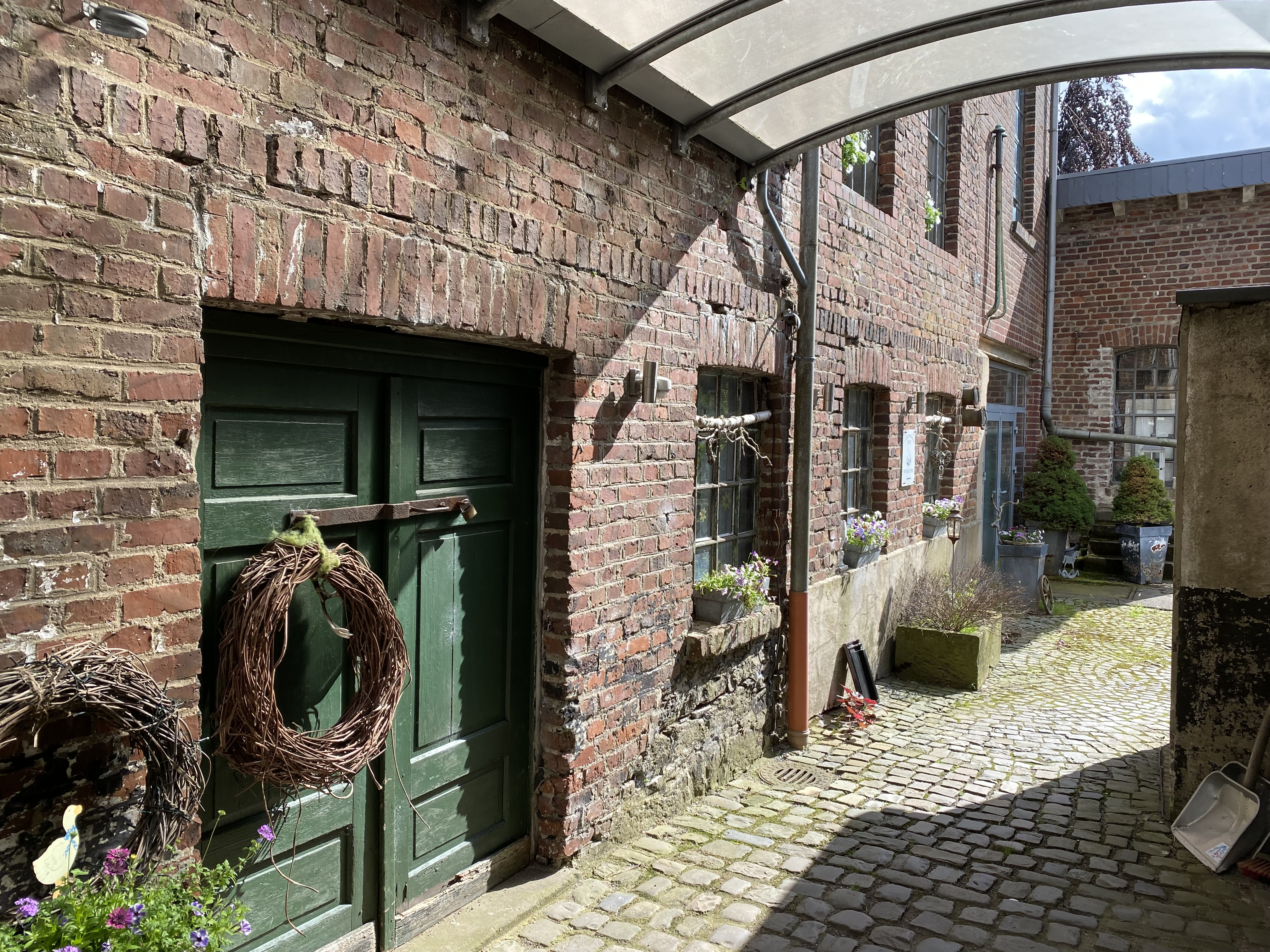
ehem. Kornbrennerei Bergisch Born 177

## Kultur, Veranstaltungen und Infrastruktur
Nahe der Bundesstraße 237 liegt die anthroposophisch ausgerichtete Rudolf-Steiner-Schule.
Bergisch Born hat eine evangelische und eine katholische Kirchengemeinde. Zur evangelischen Kirche gehört ein Gemeindehaus. Die katholische Kirche heißt „St. Andreas“ und gehört zum Kirchenverbund St. Bonaventura und Heilig Kreuz.
Die Freiwillige Feuerwehr Bergisch Born richtet in der Jahresmitte ein Sommerfest aus.
Die IGBB organisiert den Neujahrsempfang und den St.-Martins-Zug in Bergisch Born. Zudem beteiligt sich der Bürgerverein an der Aktion „Picobello Remscheid“ und beim Trassenfest, das jede zweite Jahr stattfindet.
Nach einigen Jahren niedergehenden Einzelhandels weist der Ort heute nur noch wenige Versorgungsstrukturen auf. Dazu gehört eine Bankfiliale, ein Discount-Supermarkt, ein Elektrofachgeschäft, eine Kfz-Werkstatt, ein Frisör, drei Imbissbuden, ein forstwirtschaftliches Lohnunternehmen, ein Karosserie- und Lackierfachbetrieb, eine mobile Altenpflege, ein Hospiz, eine Gartenhaus-Ausstellung und eine Gastronomie mit Tennishalle und Bowlingbahnen.

## Die Sage vom „Steinernen Kreuz“ – Warum die Krammetsvogelfesttage gefeiert wurden

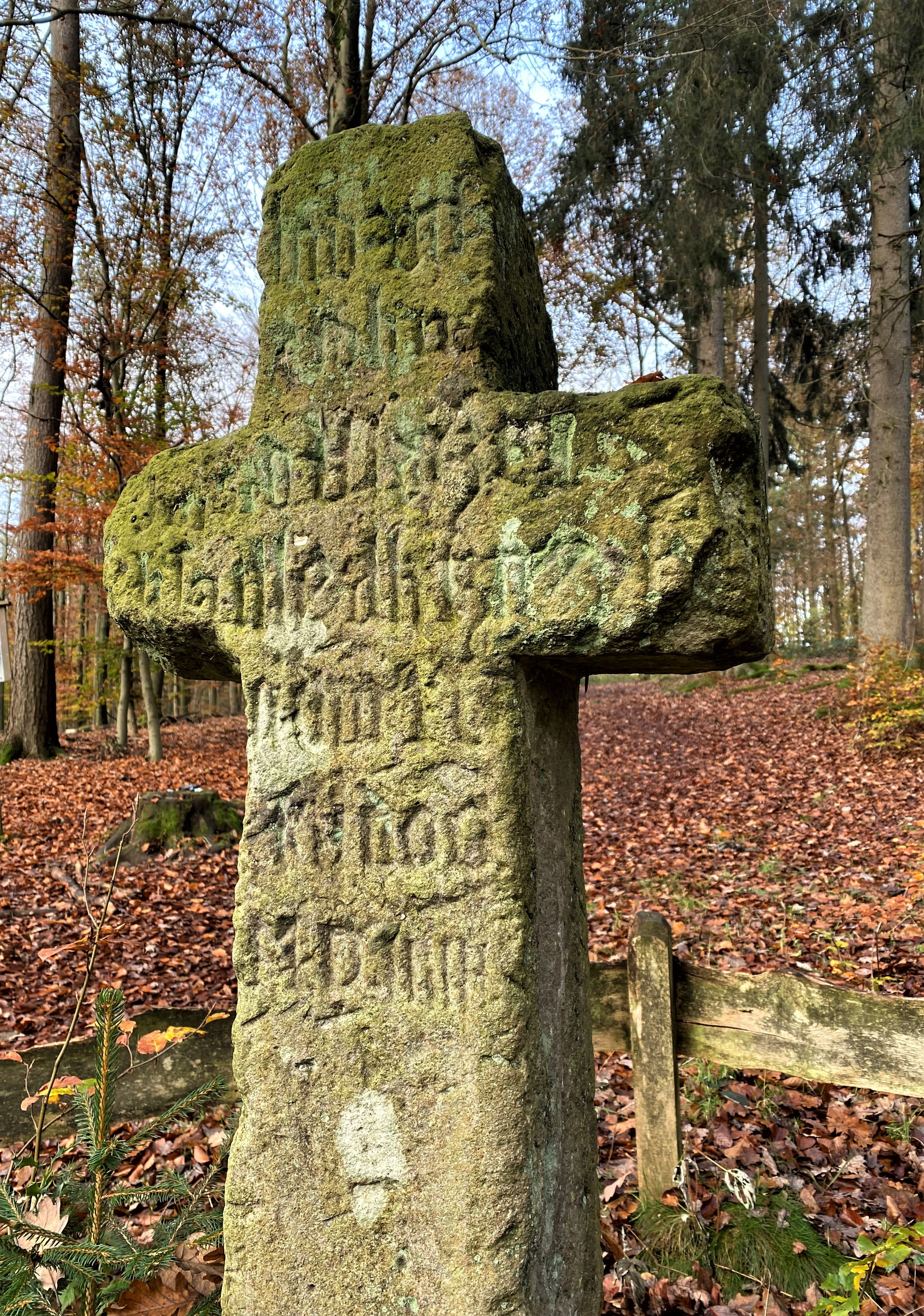
Das Steinerne Kreuz

Am 17. Oktober 1554 folgte der Bote Josef Waizel der alten Handelsstraße von Köln nach Lennep, die durch das Eschbachtal nahe der Ortschaft Born (heute Bergisch Born) verlief. Nachdem Waizel das Tal durchquert hatte und in den Anstieg in Richtung Lennep einbog, sprangen zwei Räuber aus dem Gebüsch neben dem Hohlweg, schlugen ihn nieder und raubten die Goldstücke aus seiner Botentasche.
Bevor Josef Weizel im Eschbachtal verblutete, richtete er seinen Blick gen Himmel, wo gerade ein Schwarm Krammetsvögel (Wacholderdrosseln)vorüberflog und rief den fliehenden Räubern mit letzter Kraft nach: „Gott wird euch richten, ihr Mörder! Die Vögel am Himmel werden euch verraten!“
Die Räuber, von der Drohung des Botens wenig beeindruckt, kehrten im nahen Born in einen Gasthof ein, um sich mit dem gestohlenen Gold zu betrinken und zünftig zu speisen. Als der Gastwirt ihnen zwei Krüge Bier und eine Platte gebratener Krammetsvögel vorsetzte, sagte einer der Räuber: „Diese Vögel sind tot. Die werden den Mord nicht mehr verraten!“
Der Wirt, hellhörig geworden, schickte sofort einen seiner Knechte ins nahe Gerichtshaus am Bornefeld und noch bevor die Mörder ihre Mahlzeit beendet hatten, wurden sie festgenommen. Sie wurden nach Köln gebracht und dort zum Tode verurteilt und ihrer Strafe zugeführt.
Die Krammetsvögel hatten die Drohung des Boten tatsächlich wahrgemacht! Ein ähnliches Motiv prägt die antike Sage „Die Kraniche des Ibykus“.
An der Stelle, an der Josef Waizel erschlagen wurde, in der Nähe des heutigen Rundweges um die Eschbachtalsperre, wurde ein Steinernes Kreuz errichtet. Auf ihm steht, heute kaum noch lesbar, geschrieben: Bitte für die Seele des Herrn Josef Waizels, dessen Überfall dieses Kreuz gesetzt ist, zum Gedächtnis an den 17. Oktober im Jahre des Herrn 1554.
In Andenken an dieses Ereignis wurden in Bergisch Born bis 2012 jedes Jahr am letzten Septemberwochenende die Krammetsvogelfesttage gefeiert. Die Krammetsvögel, die man auf der Borner Kirmes verspeiste, wurden weder gejagt noch gekocht. Die berühmten „Bergisch Borner Krammetsvögel“, eine in Fett gebackene Backware in Form der Vögel, die man, gefüllt mit Marmelade oder mit Puderzucker bestreut, nur einmal im Jahr und nur hier käuflich erwerben und verzehren konnte.

## Verkehr

### Busverkehr
Der Ortsteil Bergisch Born wird durch zwei Buslinien und einen Anrufsammeltaxi-Verkehr bedient. Insgesamt liegen sieben Haltestellen im Ort: Buchholzer Weg, Bergisch Born Post, Bornbacher Straße, Schwarzer Weg, Bornefeld, Am Weidenbroich und Langenbusch. Des Weiteren existieren mehrere Haltestellen für das Anrufsammeltaxi (AST).
| Linie | Linienverlauf |
| ----- | --- |
| 240   | Lennep Mitte – Bergisch-Born – Belten – Wermelskirchen Mitte |
| 336   | Lennep Mitte – Bergisch-Born – Hückeswagen – Hämmern – Wipperfürth – Niederwipper – Egerpohl – Klaswipper – Ohl – Gogarten – Marienheide – Müllenbach – Karlsbach – Gummersbach Mitte |

### Fahrradtrassen
Bergisch Born hatte früher einen Bahnhof an der Wippertalbahn und der Bahnstrecke Wuppertal-Oberbarmen–Opladen („Balkanexpress“). 1983 bzw. 1986 endete der Reisezugverkehr auf der Wippertalbahn, 1997 wurde der Gesamtverkehr eingestellt. Auf der Route des „Balkanexpress“ wurde der Verkehr von den 1970ern bis 1991 schrittweise beendet. Im Jahre 2010 ist die Strecke zwischen Bergisch Born und Lennep mehrfach zu Draisinenfahrten genutzt worden. Die Interessengemeinschaft Bergisch Borner Bürger (IGBB) und Lennep Offensiv versprachen sich davon eine Belebung des Fremdenverkehrs. Im Sommer 2010 wurde jedoch das Gelände an die EWR verkauft, die im Frühjahr 2011 alle Schienen abbaute und auf der Trasse Kabel verlegte.
In der Folge ist ein kombinierter Geh- und Radweg entstanden, der von Bergisch Born in drei Richtungen führt: 1) Nach Remscheid-Lennep, 2) über Wermelskirchen nach Burscheid-Hilgen (geplant bis Leverkusen-Opladen) und 3) über Hückeswagen und Wipperfürth nach Marienheide. Dadurch stellt Bergisch Born einen Knotenpunkt eines Radwegenetzes im Bergischen Land dar.

### Straßenverkehr
Von den Anwohnern sowie der IGBB wird seit Jahren der Bau einer Ortsumgehung im Rahmen der B 51 gefordert, diese befindet sich im Rahmen des Bundesverkehrswegeplans 2030 in der Planung und ist aufgrund des hohen Nutzen-Kosten-Verhältnisses als Vordringlicher Bedarf (VB) eingestuft.

## Vereine und Organisationen
- Sportverein SSV Bergisch Born
- Tennis und Breitensport Bergisch Born e. V.
- Karnevalsgesellschaft „Blau-Weiße Jungs“ 1964 e. V.
- Interessengemeinschaft Bergisch Borner Bürger (IGBB)[14]
- Freiwillige Feuerwehr Bergisch Born
- Freiwillige Feuerwehr Lüdorf